# 航空地方気象台
航空地方気象台（こうくうちほうきしょうだい）とは、気象台の一種で、航空機の安全を図るために警報や飛行場予報を発表したり、空港の気象観測、気象ブリーフィングを行ったりしている。空港内に設置されている。

## 概要
日本では5か所存在する。地方気象台と同等に扱われる機関だが、業務内容がかなり異なっている。各航空地方気象台ごとに、管内の空港に出張所や分室が設けられ、そこでも各種業務を行っている。各管区気象台に監理される。
航空地方気象台の管轄外では、測候所と同等に扱われる航空測候所がほぼ同様の業務を行っており、日本には3か所存在する。
気象庁が観測を地方公共団体などに委託している機関は航空気象観測所と呼ばれる。しかし、そこでも気象情報の提供や観測の指示・指導、品質管理、観測所の気象測器の維持などは、担当する航空気象官署（基地気象官署）が行っている。近年は委託化が進み、多くの分室や出張所が航空気象観測所に変更されている。また、空港気象連絡室は、パソコンによる気象情報の閲覧と担当航空気象官署への専用電話を使った遠隔解説を提供する場所であり、観測等は気象庁ではなく防衛省が行っている。

## 日本の航空地方気象台及び航空測候所
（*）の付いている空港は、航空地方気象台が飛行場予報を発表している空港。ただし仙台管区気象台に属する空港の飛行場予報は東京航空地方気象台が発表。観測業務休止中の観測所は除く。2023年4月現在。
| 管区気象台     | 航空地方気象台・ 航空測候所                | 航空気象観測所 | 空港気象連絡室              |
| -------------- | ------------------------------------------ | --- | --------------------------- |
| 札幌管区気象台 | 新千歳航空測候所 （新千歳空港内）（*）     | 函館空港（*） 釧路空港（*） 帯広空港（*） 稚内空港 紋別空港 旭川空港（*） 女満別空港（*） 中標津空港 紋別空港 奥尻空港 利尻空港                                                                                        | 丘珠空港                    |
| 仙台管区気象台 |                                            | 青森空港（*） 花巻空港（*） 仙台空港（*） 秋田空港（*） 庄内空港 山形空港 福島空港（*） 大館能代空港 | 三沢空港                    |
| 東京管区気象台 | 東京航空地方気象台 （東京国際空港内）（*） | 大島空港 新潟空港（*） 富山空港（*） 能登空港 松本空港 静岡空港（*） 新島空港 神津島空港 三宅島空港 八丈島空港 福井空港                                                                                                | 百里空港（*） 小松空港（*） |
| 東京管区気象台 | 成田航空地方気象台 （成田国際空港内）（*） | |                             |
| 東京管区気象台 | 中部航空地方気象台 （中部国際空港内）（*） | |                             |
| 大阪管区気象台 | 関西航空地方気象台 （関西国際空港内）（*） | 八尾空港 神戸空港 大阪国際空港（*） 南紀白浜空港 鳥取空港 出雲空港（*） 岡山空港（*） 広島空港（*） 高松空港（*） 松山空港（*） 高知空港（*） 石見空港 隠岐空港                                                        | 美保空港（*） 徳島空港      |
| 福岡管区気象台 | 福岡航空地方気象台 （福岡空港内）（*）     | 山口宇部空港 北九州空港（*） 佐賀空港（*） 長崎空港（*） 対馬空港 福江空港 熊本空港（*） 大分空港（*） 宮崎空港（*） 鹿児島空港（*） 奄美空港 種子島空港 壱岐空港 屋久島空港 喜界空港 徳之島空港 沖永良部空港 与論空港 | 岩国空港                    |
| 沖縄気象台     | 那覇航空測候所 （那覇空港内）（*）         | 石垣空港（*） 宮古空港 下地島空港 南大東空港 北大東空港 久米島空港 多良間空港 与那国空港 |                             |